# Lanespède
Lanespède település Franciaországban, Hautes-Pyrénées megyében. Lakosainak száma 144 fő (2022. január 1.). Lanespède Ozon, Bégole, Castéra-Lanusse, Péré és Ricaud községekkel határos.

## Népesség
A település népességének változása:
| Lakosok száma | 147  | 147  | 150  | 150  | 148  | 147  | 145  | 145  | 144  |
|               | 2013 | 2015 | 2016 | 2017 | 2018 | 2019 | 2020 | 2021 | 2022 |